# After hours (soirée)
Pour les articles homonymes, voir After Hours.
After hours désigne une soirée commençant en fin de nuit généralement quand les autres sont terminées. 
L'After hours (expression venant du Jazz) induit une manière plus libre de jouer qui favorise la création, car libérée des horaires, schémas, et techniques éventuelles imposés par les conditions de l'événement officiel. 
Elle débute à l'aube dans un endroit public généralement plus restreint, ou dans un lieu privé, intime, essentiellement destiné aux érudits. L' horaire de fermeture n'est pas forcément défini.